# Baby, now that I've found you
Baby, now that I've found you is een lied geschreven door Tony Macaulay en John MacLeod. Macaulay schreef het nummer in zijn beroep als muziekproducent voor het Britse platenlabel Pye Records. Hij was eerder plugger van bladmuziek voor Essex Publishing. Deze twee zaken combinerend leverde hem een succesvolle verbintenis op met het Britse multiculturele The Foundation. Overlevering vertelt dat delen van het lied geschreven zijn in dezelfde eetgelegenheid als waar Karl Marx gewerkt heeft aan Das Kapital. Onderwerp van het lied is, dat de zanger zijn nieuwe geliefde niet meer wil laten gaan.

## The Foundations
The Foundations brachten het uit als hun debuutsingle. Het was echter geen direct succes. Het werd pas een hit toen het nieuwe BBC Radio 1 op zoek was naar “vergeten plaatjes” in hun strijd met de piratenzenders. De BBC vond in Baby, now that I’ve found you toch een potentiële hit.

### Hitnotering
De BBC had het bij het rechte eind. In het najaar van 1969 haalde de single voor twee weken de eerste plaats in de Britse Single top 50. Ze stonden er toen zestien weken in; het zou hun succesvolste single blijven. In de Amerikaanse Billboard Hot 100 haalde het in dertien weken de elfde plaats; hier zou uiteindelijk Build me up buttercup de grootste hit van The Foundations worden.

#### Nederlandse Top 40
| Positie: | 40 | 20 | 16 | 14 | 13 | 14 | 21 | 22 | 29 | uit |

#### NPO Radio 2 Top 2000
| Nummer met noteringen in de NPO Radio 2 Top 2000 | '99  | '00  |
| ------------------------------------------------ | ---- | ---- |
| Baby                                             | 1903 | 1982 |

1. ↑  Een vetgedrukt getal geeft de hoogste notering aan.
2. ↑  Deze tabel is bijgewerkt tot en met de laatste editie (2024).

## Covers
Het nummer is een aantal keren gecoverd. Alton Ellis was er al in 1967 bij, snel gevolgd door Lana Cantrell Andere min of meer bekende artiesten die het opnamen waren van Donny en Marie Osmond, Vicki Sue Robinson en in modernere tijden Alison Krauss (1995). The Foundations hebben het nummer in verschillende samenstellingen uitgevoerd en ook een solozanger uit The Foundations Clem Curtis heeft het gezongen.